# محمود مسلم
الدكتور محمود مسلم كاتب صحفى بصحيفة الأهرام وعضو مجلس الشيوخ المصري ويشغل حالياً منصب ورئيس لجنة الثقافة والسياحة والآثار والإعلام بمجلس الشيوخ، وعضو مؤسس وأمين الإعلام بحزب الجبهة الوطنية ومحاضر بكلية اللغة والإعلام بالأكاديمية العربية للعلوم والتكنولوجيا.   
شارك في تأسيس جريدة المصرى اليوم عام 2004 وشغل منصب رئيس تحرير فيها، كما كان يعمل محرراً برلمانياً في جريدة الأهرام، وشغل منصب رئيس تحرير شبكة تليفزيون الحياة لعدة سنوات، حصل على العديد من الجوائز الصحفية في مصر والعالم العربى وقام بتقديم عدة برامج تليفزيونية منها برنامج «مصر تقرر».
شارك في تأسيس صحيفة الوطن 2012 وشغل منصب رئيس تحرير الوطن منذ 2015 ثم رئيس مجلس إدارة، وشغل منصب رئيس شبكة قنوات DMC.

## دراسته وخبرته المهنية
بدأ حياته محرر برلمان وشؤون الأحزاب بعدة صحف أبرزها الأهرام والمصري اليوم وحصل علي الماجستير في الصحافة البرلمانية ثم درجة الدكتوراه في الإعلام السياسي عام 2021.

## مجال الصحافة
عمل محررا برلمانيا في جريدة الأهرام اليومية، وفي عام 2004 شارك في تأسيس جريدة المصرى اليوم أول جريدة يومية مستقلة في مصر، وقام بتأسيس القسم السياسى بجريدة المصرى اليوم، وتدرج بالمناصب الصحفية داخل الجريدة حتى وصل لمنصب مدير تحرير المصرى اليوم، وفي عام 2012 بدأ تجربة جديدة في تأسيس جريدة الوطن وعمل مديرا للتحرير بها ثم عاد إلى جريدة المصرى اليوم رئيسا للتحرير في بداية عام 2015 ثم انتقل رئيسا لتحرير جريدة الوطن منذ اواخر عام 2015 وحتى الآن، كان له عمود ثابت في جريدة المصرى اليوم تحت اسم منتهي السياسة وانتقل به إلي جريدة الوطن.

## مجال التليفزيون
إلى جانب عمله في المجال الصحفى شارك في تأسيس وإطلاق شبكة تليفزيون الحياة وبرنامج الحياة اليوم وعمل رئيس تحرير شبكة تليفزيون الحياة حتى نهاية 2016، ثم عمل رئيسا لقناة DMC العامة في يناير من عام 2017 وحتى 2019، ليترقي بعدها الي منصب رئيس رئيس شبكة قنوات DMC منذ بداية 2020 وحتى الآن.
قام بتقديم عدة برامج تليفزيونية سياسية فقدم برنامج «منتهى السياسة»
بقناة المحور لمدة ثلاث سنوات من 2007 وحتى 2010، كما عمل مقدم برامج في قناة الحياة في الفترة من 2011 وحتى 2012 في برنامج «مصر تقرر».

## في البرلمان
في عام 2020 تم تعينه من رئيس الجمهورية كعضو في مجلس الشيوخ المصري، وفي انتخابات اللجان أفرزت النتائج عن فوزه برئاسة لجنة الثقافة والسياحة والآثار والإعلام.

## الجوائز
حصد العديد من الجوائز الصحفية على المستوى المحلى والعربى التي كانت ثمار تميزه المهنى في مجال الحوار السياسى والمقالات ومن أهمها جائزة المركز الأول وجائزة نقابة الصحفيين لأفضل عمود صحفى عام 2008 عن مقال " (بيعلِّموا على بعض) والذى تناول فيه الفساد الخاص بالنظام في حقبة ما قبل 2011 ومما جاء به "لقد أصبح الفساد ينهش في عظام هذا النظام بصورة غير مسبوقة، وبدلاً من مواجهته والقضاء عليه تظهر التبريرات والحجج الواهية.. وأعتقد أن الفساد وعدم العدالة بين الناس يمثلان أهم أسباب عدم شعور المواطن المصرى بما تقدمه الحكومة، وأن الصمت على الفساد يدل على أنهم بيعلِّموا على بعض."
كما حصل عل شهادة تقدير من مؤسسة الصحافة العربية «جائزة دبى» عام 2010 وهى من أهم الجوائز الصحفية في الوطن العربى عن حواره مع «مصطفي الفقي» ضمن سلسلة حوارات عن «مستقبل الحكم في مصر» وهو الذي جاء بعنوان: مصطفي الفقي: رئيس مصر المقبل سيأتي برعاية أمريكا وعدم إعتراف إسرائيل.. وفي عام 2009 حصل على شهادة تقدير من نقابة الصحفيين لأفضل تغطية محلية عن التغطية الخاصة بانفراده بنشر عقد «مدينتي» بين وزارة الإسكان وشركة طلعت مصطفي بعنوان: «المصري اليوم» تنشر نص عقد «مدينتى» بين هشام طلعت مصطفى ووزارة الإسكان.
وفي عام 2018 حصل على جائزة جائزة أفضل رئيس تحرير في استطلاع حزب الوفد.